# أشتون لويس جونيور
أشتون لويس جونيور (بالإنجليزية: Ashton Lewis)‏ هو سائق سباق أمريكي، ولد في 22 يناير 1972 في تشيسابيك في الولايات المتحدة.